# Caecocypris basimi
Caecocypris basimi là một loài cá vây tia thuộc họ Cyprinidae. Chúng là loài đặc hữu của Iraq.